# Eyo (mvett)
 (août 2024).
La mise en forme du texte ne suit pas les recommandations de Wikipédia : il faut le « wikifier ».
Les points d'amélioration suivants sont les cas les plus fréquents :
- Les titres sont pré-formatés par le logiciel. Ils ne sont ni en capitales, ni en gras.
- Le texte ne doit pas être écrit en capitales (les noms de famille non plus), ni en gras, ni en italique, ni en « petit »…
- Le gras n'est utilisé que pour surligner le titre de l'article dans l'introduction, une seule fois.
- L'italique est rarement utilisé : mots en langue étrangère, titres d'œuvres, noms de bateaux, etc.
- Les citations ne sont pas en italique mais en corps de texte normal. Elles sont entourées par des guillemets français : « et ».
- Les listes à puces sont à éviter, des paragraphes rédigés étant largement préférés. Les tableaux sont à réserver à la présentation de données structurées (résultats, etc.).
- Les appels de note de bas de page (petits chiffres en exposant, introduits par l'outil «  Source ») sont à placer entre la fin de phrase et le point final[comme ça].
- Les liens internes (vers d'autres articles de Wikipédia) sont à choisir avec parcimonie. Créez des liens vers des articles approfondissant le sujet. Les termes génériques sans rapport avec le sujet sont à éviter, ainsi que les répétitions de liens vers un même terme.
- Les liens externes sont à placer uniquement dans une section « Liens externes », à la fin de l'article. Ces liens sont à choisir avec parcimonie suivant les règles définies. Si un lien sert de source à l'article, son insertion dans le texte est à faire par les notes de bas de page.
- La présentation des références doit suivre les conventions bibliographiques. Il est recommandé d'utiliser les modèles {{Ouvrage}}, {{Chapitre}}, {{Article}}, {{Lien web}} et/ou {{Bibliographie}}. Le mode d'édition visuel peut mettre en forme automatiquement les références.
- Insérer une infobox (cadre d'informations à droite) n'est pas obligatoire pour parachever la mise en page.

Pour une aide détaillée, merci de consulter Aide:Wikification.
Si vous pensez que ces points ont été résolus, vous pouvez retirer ce bandeau et améliorer la mise en forme d'un autre article.
Pour les articles homonymes, voir Eyo (homonymie).
Eyo est une figure emblématique de la cosmogonie du mvett, un récit épique et une tradition orale des peuples Ekang, notamment des Fang-Béti-Bulu. Il est perçu comme l'esprit primordial, incarnant l'invisible et l'incréé.

## Origine et rôle
Selon les récits, Eyo apparaît à Oyono Ada Ngone, un guerrier et musicien, pendant un coma prolongé. Durant cette expérience, Oyono reçoit des révélations cosmogoniques et la connaissance du Mvett, qui raconte les origines du monde et des peuples Ekang. Eyo lui transmet également l'instrument de musique Mvett, essentiel à la narration des histoires et des généalogies.

## Cosmogonie et création
Eyo est souvent associé au néant et à la création. Dans le récit, il est décrit comme ayant ordonné la formation de l'univers à partir du vide. Cette création commence par l'émergence d'Aki Ngoss, un œuf de cuivre, qui donne naissance à différentes entités et esprits, formant ainsi la structure de l'univers.

## Importance culturelle
Le Mvett, en tant qu'institution de la parole, est fondamental pour la culture Ekang. Il permet de transmettre les valeurs, les croyances et l'histoire du peuple. Eyo, en tant que source de sagesse et de révélation, joue un rôle clé dans cette transmission, liant les ancêtres aux générations futures.